# Williamsonia (Corduliidae)
Williamsonia là một chi chuồn chuồn nhỏ thuộc họ Corduliidae. Chúng thường được biết đến với tên Boghaunters trong tiếng Anh. Không giống như các chi khác của chuồn chuồn Emerald, chúng có mắt đen và cơ thể màu kim loại.

## Phân loại
Chi này chỉ bao gồm 2 loài còn tồn tại:
- Williamsonia fletcheri Williamson, 1923 - Ebony Boghaunter[1][3]
- Williamsonia lintneri (Hagen in Selys, 1878) - Ringed Boghaunter[3]

## Hình ảnh

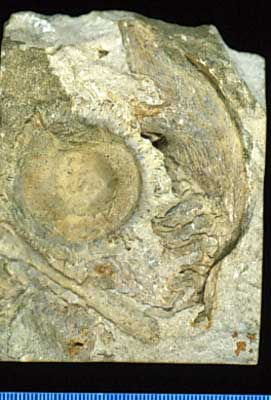